# فرنسيسكو دي إيبارا
فرنسيسكو دي إيبارا (بالإسبانية: Francisco de Ibarra)‏ هو مستكشف وعسكري إسباني، ولد في 1539 في إيبار في إسبانيا، وتوفي في 1575 في المكسيك.